# تایلر تکنولوژیس
تایلر تکنالوجیز (انگلیسی: Tyler Technologies) شرکت نرم‌افزار آمریکایی است، که در سال ۱۹۶۶ تأسیس شد.